# Maisoncelles-Pelvey
Maisoncelles-Pelvey é uma comuna francesa na região administrativa da Normandia, no departamento Calvados. Estende-se por uma área de 5,34 km². Em 2010 a comuna tinha 273 habitantes (densidade: 51,1 hab./km²).